# Télévision communautaire du Kamouraska
La télévision communautaire du Kamouraska (TVCK) est une corporation sans but lucratif, autonome dans sa gestion, qui existe depuis plus de 35 ans. Elle diffuse ses émissions locales au Kamouraska, au Canada.

## Affiliations

### Fédération des TCA du Québec
La télévision communautaire du Kamouraska est membre de la Fédération des télévisions communautaires autonomes du Québec (FTCAQ)